# Astrogorgia dumbea
Astrogorgia dumbea is een zachte koraalsoort uit de familie Plexauridae. De koraalsoort komt uit het geslacht Astrogorgia. Astrogorgia dumbea werd in 1999 voor het eerst wetenschappelijk beschreven door Grasshoff. 